# Szretyenszk
Szretyenszk (oroszul: Сретенск) város Oroszország ázsiai részén, a Bajkálontúli határterületen, a Szretyenszki járás székhelye.

## Elhelyezkedése
A Silka partján, a Borscsovocsnij-hegység előhegyeiben, Csitától vasúton 385 km-re keletre helyezkedik el. 53 km hosszú vasúti szárnyvonal köti össze a transzszibériai vasútvonal bajkálontúi vonalának Kuenga nevű (Dunajevo falu melletti) vasútállomásával. 
A város nagyobbik, központi része a Silka jobb partja mentén húzódik; kisebbik része a magasabb bal partra, a vasútállomás köré épült. A Silkán át vezető közúti hidat 1986-ban nyitották meg.

## Története
1689-ben kozákok téli szállásaként keletkezett. Később "Szretyenszki erőd" (Szretyenszkij osztrog) néven jött lére település (nevével ellentétben valószínűleg nem volt erődítmény). A 18. század végén ujezd székhelye, 1851-től kozák központ volt. 1922-ben város, 1926-ban járási székhely lett.
Szerepe a 19. század végén megnőtt, amikor megépült az Irkutszktól Csitán át Szretyenszkig vezető vasútvonal. A városból indultak a Silkán lefelé, az Amur vidékére az árukkal megrakott – és a száműzetésre ítélteket is szállító –  gőzhajók, télen pedig a körzet aranybányáit ellátó szánok. A kereskedelem fellendült és a lakosságnak megélhetést biztosított. A gazdagabb kereskedők emeletes családiházakat építtettek, ipari üzemeket nyitottak, a 20. század elején gőzmalom is épült. A további vasútépítés azonban elkerülte a várost, így később jelentősége csökkent.

## Népessége
- 2002-ben 8192 fő[2]
- 2010-ben 6850 fő volt.[3]